# Fata vântului
Fata vântului este un film românesc din 1967 regizat de Laurențiu Sîrbu.